# Synischiosoma murorum
Synischiosoma murorum är en mångfotingart som först beskrevs av Filippo Silvestri 1900.  Synischiosoma murorum ingår i släktet Synischiosoma och familjen knöldubbelfotingar. Inga underarter finns listade i Catalogue of Life.